# Локвуд, Бобби
Бо́бби Ле́сли Ло́квуд (англ. Bobby Leslie Lockwood; род. 24 мая 1993, Базилдон, Эссекс) — британский актёр. Известен своей ролью Мика в телесериале «Обитель Анубиса». Он также озвучивал мультфильм «101 далматинец 2: Приключения Патча в Лондоне».
У Бобби есть старший брат Джеймс, который работает персональным тренером в Эссексе. Также у него есть младшая сестра Эбби.

## Фильмография
| Год       |    | Русское название                              | Оригинальное название                           | Роль          |
| --------- | -- | --------------------------------------------- | ----------------------------------------------- | ------------- |
| 2003      | мф | 101 далматинец 2: Приключения Патча в Лондоне | 101 Dalmatians II: Patch’s London Adventure     | Патч          |
| 2006      | с  | Чисто английское убийство                     | The Bill                                        | Тейлор Литтл  |
| 2011—2012 | с  | Обитель Анубиса                               | House of Anubis                                 | Мик Кемпбел   |
| 2012—2014 | с  | Из рода волков                                | Wolfblood                                       | Ридиан Моррис |
| 2015      | с  | Льюис                                         | Lewis                                           | Сэм Лэнгтон   |
| 2016      | ф  | Лапочка 3                                     | Honey 3: Dare to Dance                          | Ласер         |
| 2017      | ф  | Дюнкерк                                       | Dunkirk                                         | моряк         |
| 2018      | с  | Врачи                                         | Doctors                                         | Пол Кирквуд   |
| 2020      | ф  | Форпост                                       | The Outpost                                     | Кевин Томсон  |
| 2020      | ф  | Евровидение: История огненной саги            | Eurovision Song Contest: The Story of Fire Saga | Джефф         |
| 2021      | ф  | Смертельная зона                              | Outside the Wire                                | Реджи         |
| 2021      | с  | Катастрофа                                    | Casualty                                        | Леон Кук      |